# Rue du Lieutenant-Herduin
La rue du Lieutenant-Herduin est une rue de la commune de Reims, dans le département de la Marne, en région Grand Est.

## Situation et accès
La rue du Lieutenant-Herduin est comprise entre la rue du Barbâtre et rue Gambetta. La rue appartient administrativement au Quartier Barbâtre - Saint-Remi - Verrerie.

## Origine du nom
Rue baptisée en l’honneur de Gustave Henri Valentin Herduin né à Reims, 161 rue du Barbâtre, le 5 juin 1881 et fusillé le 11 juin 1916. Le lieutenant Herduin fut exécuté, avec le lieutenant Milan, à la suite d’une faute grave de tactique, sans jugement, sans enquête et sans interrogatoire. Le lieutenant Herduin fut officiellement réhabilité en 1921.

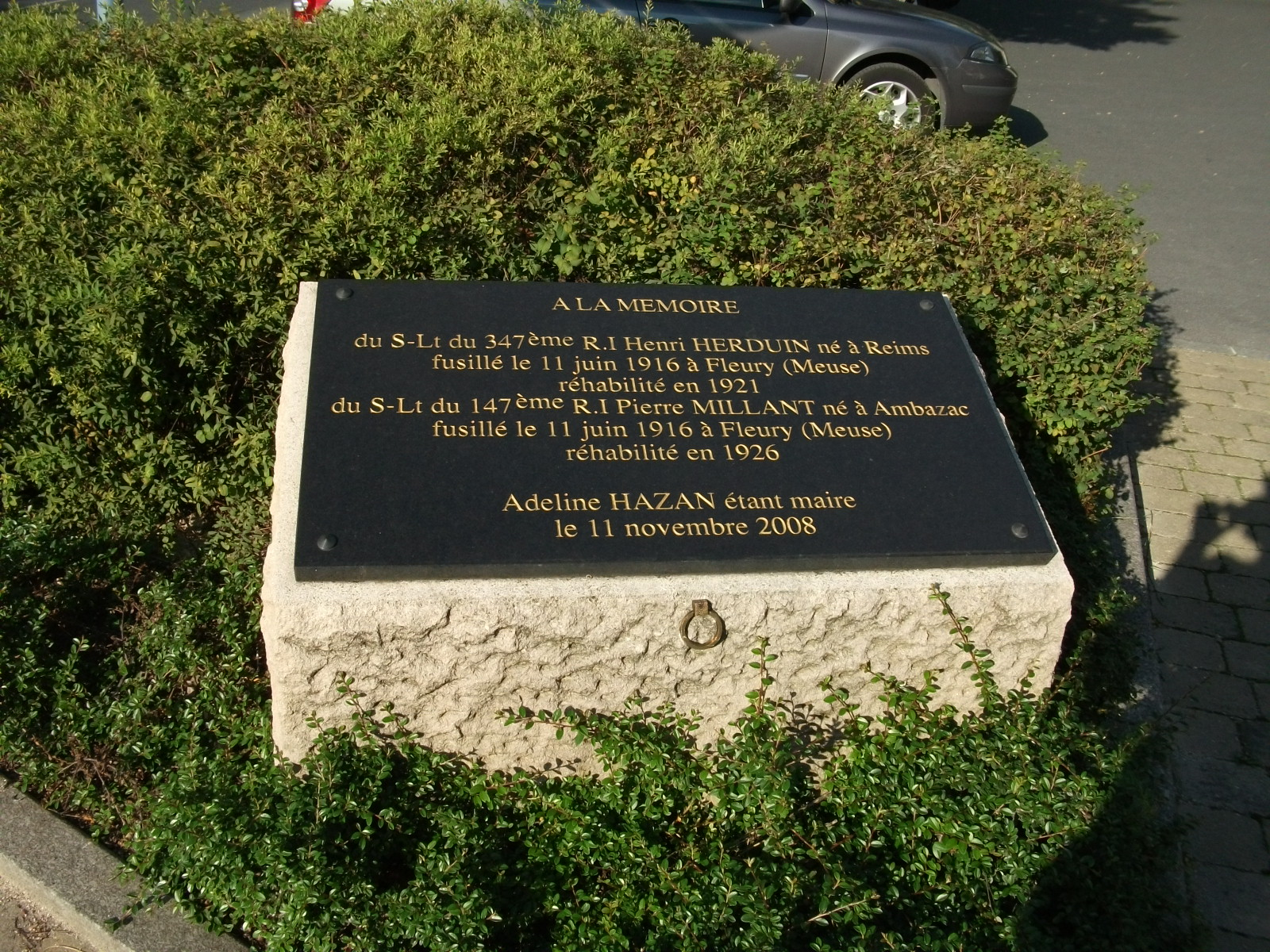
Plaque en l'honneur du Lieutenant Herduin réhabilité en 1921.

## Historique
La rue du Lieutenant-Herduin est une nouvelle rue ouverte en 1925 en prolongement de la rue Gerbert.

## Bâtiments remarquables et lieux de mémoire

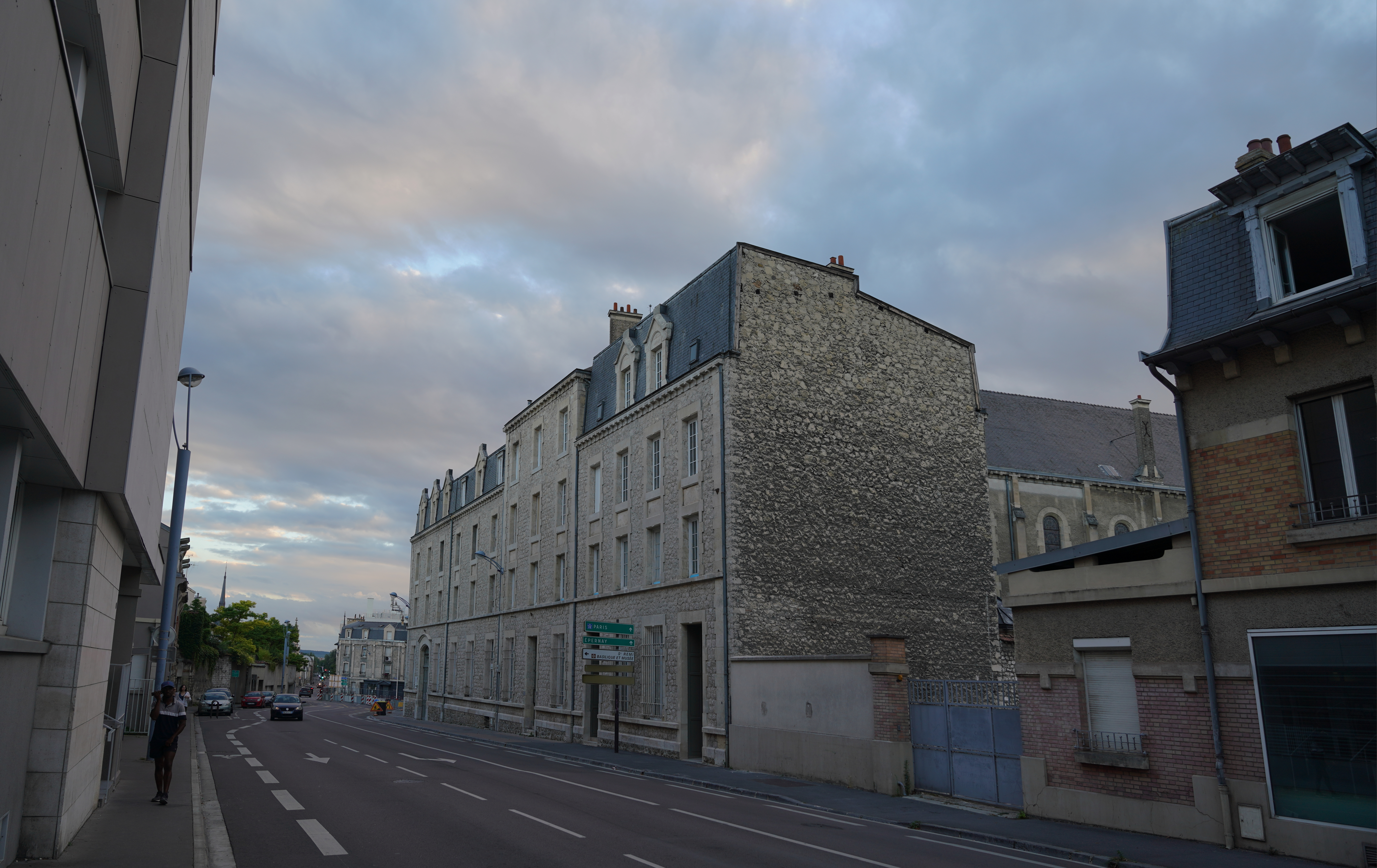
La maison saint-Sixte et sa
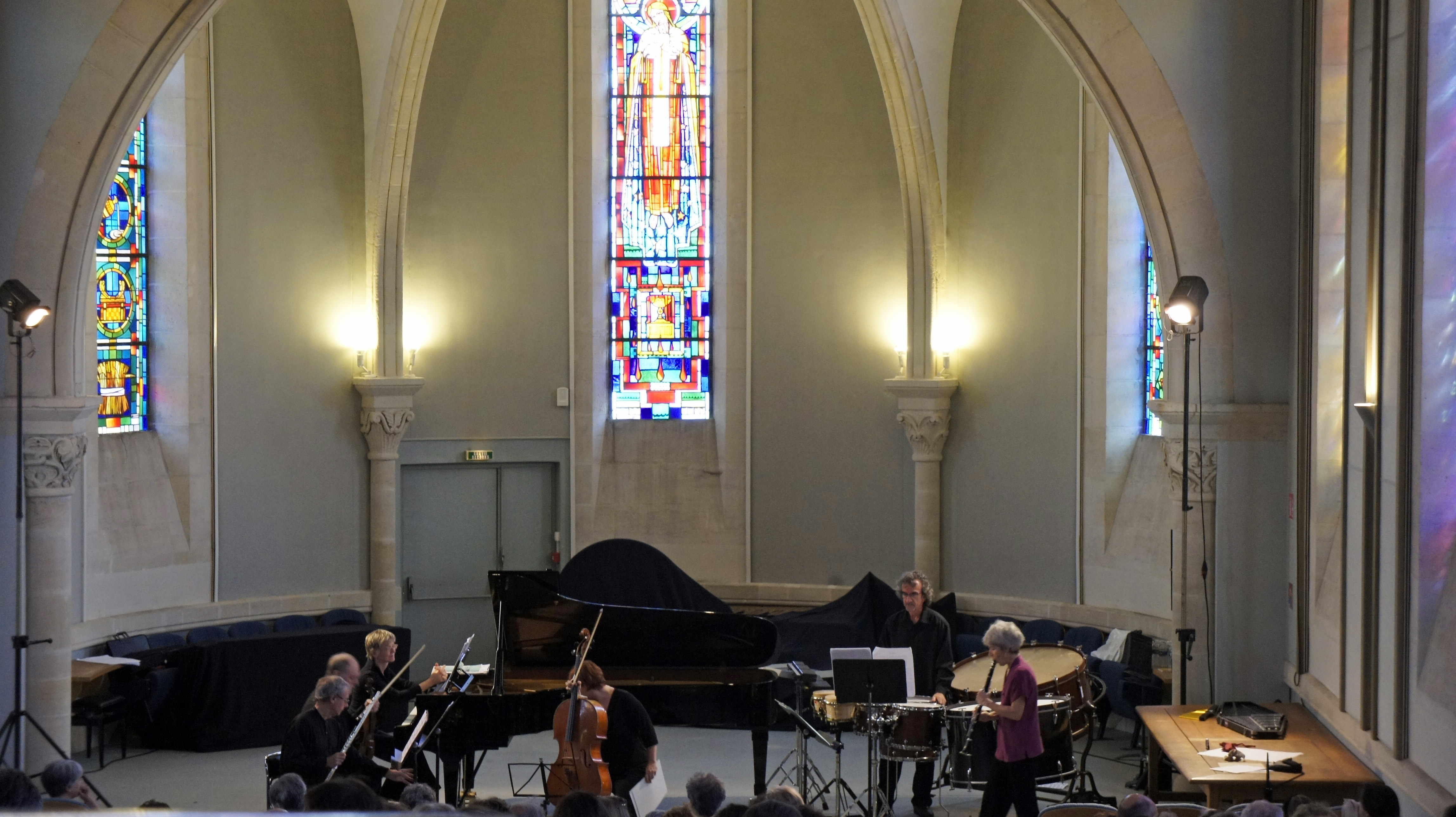
chapelle par Émile Dufay-Lamy.

- au no 6 la Maison Diocésaine Saint-Sixte[1] (ancien Grand Séminaire).
- Chapelle Saint-Sixte.